# Tom Zarek
 (janvier 2022).
Si vous disposez d'ouvrages ou d'articles de référence ou si vous connaissez des sites web de qualité traitant du thème abordé ici, merci de compléter l'article en donnant les références utiles à sa vérifiabilité et en les liant à la section « Notes et références ».
Tom Zarek est un personnage de la série télévisée Battlestar Galactica, interprété par Richard Hatch, (VF : Bruno Dubernat). 

## Biographie et caractéristiques du personnage
Zarek est un leader indépendantiste de la planète Sagittaron. Charismatique, il est très populaire parmi les natifs de Sagittaron. Estimant sa planète brimée par les onze autres colonies de Kobol, il se lance dans le terrorisme indépendantiste. Il a notamment fait exploser un bâtiment appartenant au Gouvernement Fédéral, acte qui fit de nombreux morts. Il fut condamné pour cet attentat et, au moment de la destruction des Douze Colonies par les Cylons, il purgeait sa peine depuis vingt ans, sur le vaisseau pénitentiaire Astral Queen. Son charisme fit qu'il devint rapidement le chef incontesté des bagnards.
Il se trouve que l’Astral Queen fut l'un des vaisseaux qui échappa par miracle à l'attaque cylon, et il rejoignit la flotte des survivants, sous la protection du Galactica. Avec les autres prisonniers, il organisa une mutinerie à bord de l’Astral Queen et parvint à prendre les gardiens et l'équipage en otage. Grâce à cela, il parvint à obtenir que l’Astral Queen devienne la propriété des bagnards, qui pourraient aller et venir à l'intérieur sans entraves. 
Quelque temps plus tard, sa popularité fit qu'il fut élu représentant de Sagittaron au Quorum des Douze. Durant le sommet du Quorum sur le vaisseau de luxe Cloud Nine, un des partisans de Zarek fut arrêté par Lee Adama et Kara Thrace, en possession d'armes, et il fut peu après retrouvé assassiné dans sa cellule. Zarek est fortement soupçonné de l'avoir fait assassiner pour éviter qu'il ne parle, mais aucune action ne put être tenté contre lui faute de preuves. Durant cette même réunion du Quorum, Zarek commença sa « carrière » d'opposant systématique et infatigable à la présidente Laura Roslin. Il tenta aussi de se faire élire vice-président, mais fut battu de peu par le Dr. Gaïus Baltar. 
Lorsque Laura Roslin fut destituée et emprisonnée par le commandant William Adama avec certains de ses partisans, Zarek l'aida à s'échapper et à se cacher sur l'Astral Queen, son anti-militarisme étant plus fort encore que sa rivalité avec Roslin. Il organisa aussi la mutinerie d'une partie de la flotte contre Adama et la fuite vers Kobol, toujours en collaboration avec Roslin.
Après la réunification de la flotte et la réconciliation entre Roslin et Adama, il redevint membre du Quorum et militant anti-Roslin. 
De par ses années de prison, Zarek connaît toute la pègre de la flotte, et il est la personne auprès de qui il faut se renseigner si l'on veut en savoir plus sur les activités illégales de toutes natures. Ainsi, il put renseigner Lee Adama lors de son enquête sur l'assassinat du colonel Jack Fisk, ayant un compte à régler avec les instigateurs du meurtre.
Quelque temps plus tard, réconcilié avec le vice-président Gaïus Baltar, il le poussa à se présenter contre Roslin aux élections présidentielles et devint son conseiller politique. Conscient que son passé criminel pouvait rebuter beaucoup d'électeurs, il préféra donc devenir l'éminence grise de Baltar, surtout que ce dernier ne comprend pas grand chose à la politique et est donc facilement manipulable. Grâce aux conseils de Zarek, Baltar put ainsi être élu président des Colonies. Zarek est ensuite devenu son vice-président. 
Lors de la conquête de New Caprica (la planète où Baltar a installé la flotte) par les cylons, Zarek s'opposa à la politique de collaboration prônée par Baltar, et fut donc destitué et emprisonné.
Après la fuite de New Caprica, Zarek fut nommé président des douze colonies mais dut céder la place à Roslin.
En effet, lors de son court mandat à la présidence des Douze Colonies, il organisa secrètement un tribunal d'exception composé d'anciens membres de la résistance (dont Kara Thrace et le colonel Saul Tigh) qui organisèrent des simulacres de procès partiaux qui aboutirent à la condamnation à mort d'anciens collaborateurs avec l'occupant cylon comme Jammer, ancien chef de la police de New Caprica. Les exécutions capitales consistaient à éjecter les coupables par un sas à air.
Laura Roslin et William Adama découvrirent la supercherie et Tom Zarek fut obligé de démissionner, cédant la Présidence à Laura Roslin qui l'occupait jusqu'alors. Laura Roslin rendit le poste de Vice-Président que Zarek avait obtenu lors de la dernière élection présidentielle.
Il intrigue alors pour le pouvoir, intrigue qui trouve son paroxysme dans la deuxième partie de la saison 4 ou il tente avec l'aide du Lieutenant Félix Gaeta de s'emparer du pouvoir par un coup d'État militaire. À cette occasion, il fait mettre à mort les membres du Quorum des Douze qui refusait de le soutenir dans sa démarche. Quand la Présidente Roslin et l'Amiral Adama reprennent la situation en main, Zarek et Gaeta sont passés par les armes.
Le coup d'État tenté par Zarek achevait le déclin du gouvernement des Douze Colonies qui n'était alors plus que l'ombre de lui-même.